# Anything Goes (film 1936)
Anything Goes – amerykański film muzyczny z 1936 roku w reżyserii Lewisa Milestone’a, w którym występują Bing Crosby, Ethel Merman, Charles Ruggles oraz Ida Lupino.

## Obsada
- Bing Crosby jako Billy Crocker
- Ethel Merman jako Reno Sweeney
- Charles Ruggles jako doktor Moon
- Ida Lupino jako Hope Harcourt
- Grace Bradley jako Bonnie LeTour
- Arthur Treacher jako sir Evelyn Oakleigh
- Robert McWade jako Elisha J. Whitney
- Richard Carle jako Bishop Dobson
- Margaret Dumont jako pani Wentworth
- Jerry Tucker jako Junior
- Jack Mulhall jako steward

i inni